# Crocidura macmillani
Crocidura macmillani és una espècie d'eulipotifle de la família de les musaranyes. És endèmica d'Etiòpia, on viu a una altitud d'entre 1.220 i 1.930 msnm. Habita els boscos tropicals montans i les sabanes humides amb herba alta. Està amenaçada per la destrucció del seu entorn a causa dels incendis forestals i la desforestació en general.
Fou anomenada en honor del caçador escocès William Northrop Macmillan.